# Saint-Julien-sur-Bibost
Saint-Julien-sur-Bibost is een gemeente in het Franse departement Rhône (regio Auvergne-Rhône-Alpes) en telt 507 inwoners (1999). De plaats maakt deel uit van het arrondissement Villefranche-sur-Saône.

## Geografie
De oppervlakte van Saint-Julien-sur-Bibost bedraagt 13,5 km², de bevolkingsdichtheid is 37,6 inwoners per km².
De onderstaande kaart toont de ligging van Saint-Julien-sur-Bibost met de belangrijkste infrastructuur en aangrenzende gemeenten.

## Demografie
Onderstaande figuur toont het verloop van het inwonertal (bron: INSEE-tellingen).